# Jiří Kabelka
Jiří Kabelka (29. března 1925 – ???) byl český a československý politik Československé strany lidové a poslanec České národní rady a Sněmovny národů Federálního shromáždění na počátku normalizace.

## Biografie
K roku 1968 se profesně uvádí jako lesní inženýr, bytem Nové Hrady. Byl absolventem Vysoké školy lesního hospodářství v Praze a postgradruálního studia Ekonomika a řízení lesního hospodářství. Pracoval coby lesní inženýr v lesním závodě v Dolním Hvozdě. Zastával post místopředsedy Krajského výbor ČSL a byl místopředsedou Krajského výboru Obránců míru České Budějovice.
Po federalizaci Československa usedl v lednu 1969 do Sněmovny národů Federálního shromáždění. Nominovala ho Česká národní rada, v níž rovněž zasedal. Ve federálním parlamentu setrval do prosince 1970, kdy rezignací na křeslo v ČNR ztratil i mandát ve FS.